# Helvio Soto
Pour les articles homonymes, voir Soto.
Helvio Soto, né le 21 février 1930 à Santiago-du-Chili, ville où il est mort le 29 novembre 2001 , est un réalisateur chilien.

## Biographie
Après des études de droit à Santiago-du-Chili, Helvio Soto suit des cours de mise en scène théâtrale à l'université catholique. Avec Miguel Littin, Patricio Guzmán et Raoul Ruiz, il fait partie de « l'école du Chili » fortement influencée par le cinéma brésilien que Soto découvre grâce à la lecture des Cahiers du cinéma au cours des années 1960.
À partir de février 1971, il a été responsable des programmes du canal 7 de la télévision d'État.

## Filmographie
- 1964 : Yo tenía un camarada, court-métrage
- 1965 : El analfabeto
- 1965 : Ana
- 1966 : El ABC del amor, segment Mundo mágico
- 1967 : Érase un niño, un guerrillero, un caballo...
- 1968 : Lunes 1, domingo 7
- 1969 : Salpêtre sanglant (Caliche sangriento)
- 1971 : Vote + fusil (Voto más fusil)
- 1973 : Métamorphose du chef de la police politique[2] (Metamorfosis del jefe de la policía política)
- 1975 : Il pleut sur Santiago (Над Сантяго вали)
- 1979 : La Triple Mort du troisième personnage (La triple muerte del tercer personaje)
- 1984 : Mon ami Washington (Americonga: Mon ami Washington)

## Sélections
- 1970 : Salpêtre sanglant, Festival de Cannes (Quinzaine des réalisateurs)
- 1971 : Vote + fusil, Festival de Cannes (Quinzaine des réalisateurs)
- 1973 : Métamorphose du chef de la police politique, Festival de Cannes (Quinzaine des réalisateurs)